# Carros 3
Carros 3 (no original em inglês Cars 3) é um filme de animação digital estadunidense de 2017 dos gêneros aventura e comédia produzido pela Pixar Animation Studios para a Walt Disney Pictures. É a sequência de Carros 2 (2011), bem como o terceiro filme da franquia homônima, sendo dirigido por Brian Fee (em sua estreia como diretor) e produzido por Kevin Reher, a partir de um roteiro escrito por Kiel Murray, Bob Peterson e Mike Rich através de uma história concebida por Fee, Ben Queen e a equipe de roteiristas de Eyal Podell e Jonathan E. Stewart. John Lasseter, que dirigiu os dois primeiros filmes da série, atuou como produtor executivo. O filme conta com o retorno de Owen Wilson, Larry the Cable Guy, Bonnie Hunt, Tony Shalhoub, Guido Quaroni, Cheech Marin, Jenifer Lewis, Paul Dooley, Lloyd Sherr, Michael Wallis, Katherine Helmond e John Ratzenberger na dublagem dos personagens, sendo acompanhados por Cristela Alonzo, Chris Cooper, Armie Hammer, Nathan Fillion, Kerry Washington e Lea DeLaria, além de uma dúzia de personalidades da NASCAR. No filme, McQueen, agora um corredor veterano das corridas, deve provar que ainda é competitivo contra uma nova geração de pilotos tecnologicamente avançados, com a ajuda da jovem treinadora Cruz Ramirez, para evitar uma aposentadoria forçada da Copa Pistão.
O desenvolvimento de um terceiro filme de Carros começou no final de 2011, após o lançamento de seu antecessor, e entrou em produção em 2014, com Lasseter afirmando que seria uma "história muito emocionante", e que voltaria aos temas do primeiro filme. A equipe de produção do filme conduziu pesquisas sobre vários pilotos da NASCAR, especialmente os mais velhos, bem como um psicanalista esportivo, ao mesmo tempo que se concentrou no relacionamento de McQueen com Doc Hudson e seu significado. A produção utilizou um novo sistema de renderização, o Rix Integration Subsystem (RIS), que foi usado anteriormente em Finding Dory (2016). Os novos membros do elenco, incluindo Hammer e Alonzo, foram anunciados em janeiro de 2017, seguidos por Fillion, Washington e DeLaria dois meses depois. Randy Newman, que trabalhou no primeiro filme, compôs a trilha sonora do filme com artistas como Andra Day, James Bay, Brad Paisley e Jorge Blanco contribuindo com faixas musicais para o filme.
Carros 3 foi exibido pela primeira vez para a indústria NASCAR em Kannapolis, Carolina do Norte, em 23 de maio de 2017, antes de seu lançamento nos cinemas nos Estados Unidos em 16 de junho, acompanhado pelo curta-metragem de animação da Pixar Lou. Arrecadou US$ 592 milhões em todo o mundo contra seu orçamento de US$ 175 milhões, tornando-se a segunda maior bilheteria da franquia, se tornando um sucesso de bilheteria. Recebeu críticas geralmente positivas dos críticos, com elogios à sua animação, história e profundidade emocional, com muitos deles considerando-o uma melhoria em relação ao seu antecessor.

## Elenco
- Owen Wilson como Relâmpago McQueen(pt-BR) ou Faísca McQueen(pt-PT?)[8]
- Bonnie Hunt como Sally Carrera[8]
- Cristela Alonzo como Cruz Ramírez[8]
- Larry the Cable Guy como Mate[8]
- Paul Newman como Doc Hudson[8]
- Chris Cooper como Smokey[8]
- Tony Shalhoub como Luigi[8]
- Guido Quaroni como Guido[8]
- Nathan Fillion como Sr. Sterling[8]
- Cheech Marin como Ramone / Ramon[8]
- Bob Costas como Bob Cutlass[8]
- Michael Wallis como Xerife[8]
- Katherine Helmond como Lizzie[8]
- Armie Hammer como Jackson Storm[8]
- Richard Petty como O Rei[8]
- Kerry Washington como Natália Certeza(pt-BR) ou Natalie Certain(pt-PT?)[8]
- Tom Magliozi como Ferrugem(pt-BR) ou Rusty(pt-PT?)[8]
- Ray Magliozi como Poeira(pt-BR) ou Dusty(pt-PT?)[8]
- Jeniffer Lewis como Flo[8]
- Lloyd Sherr como Fillmore[8]
- Bob Peterson como Chick Hicks[8]
- Margo Martindale como Louise Nada Modesta(pt-BR) ou Louise "Terror do Celeiro" Nash(pt-PT?)[8]
- Isian Witlock Jr como River Scott[8]
- Junior Johnson como Junior Moon[8]
- Kyle Petty como Cal Weathers[8] ( no Brasil dublado por Rubens Barrichello)[9]
- Paul Dooley como Sargento[8]
- Lea DeLaria como Maria Busão(pt-BR) ou Menina Fritter(pt-PT?)[8]
- John Ratzenberger como Mack[8]
- Chase Elliott como Chase Racelott(pt-BR) ou Chase Corre-Muito(pt-PT?)[8]
- Jerome Ranft como Ruivo(pt-BR) ou Red(pt-PT?)[8]
- Darrell Waltrip como Darrell Cartrip[8]
- H. A. Wheeler como Tex Dinoco[8]
- Daniel Suárez como Daniel Swervez[8]
- Ryan Blaney como Ryan Laney(pt-BR) ou Ryan Via Dedentro(pt-PT?)[8]
- Darrell "Bubba" Wallace como Bubba Wheelhouse(pt-BR) ou Bubba Cavadora(pt-PT?)[8]
- Shannon Spake como Shannon Spokes[8]
- Angel Oquendo como Bobby Swift[10]

## Produção
O desenvolvimento de Carros 3 começou no final de 2011, após o lançamento do segundo filme. Em março de 2014, foi relatado que a pré-produção do filme já estava em andamento.
Antes do lançamento do filme, John Lasseter, que havia dirigido os filmes anteriores da franquia Carros, afirmou que o filme teria uma "história muito emocionante", de tom semelhante ao do primeiro filme. O co-roteirista Kiel Murray, que também co-escreveu o filme original, disse sobre o retorno às raízes da série: "Com essas franquias você sempre quer saber de quem se trata. O primeiro filme foi sobre McQueen e o segundo foi uma espécie de rampa de saída para a história de Mate. Queríamos voltar à história de McQueen. Quando analisamos o que viria a seguir para ele, nos perguntamos como seria isso e com o que ele iria lidar quando se tornasse um corredor veterano".
Segundo o diretor Brian Fee, a equipe de produção fez muitas pesquisas e, embora "olhou para atletas de outros esportes", a equipe se concentrou principalmente nos pilotos da NASCAR. Fee disse que “até conversaram com um psicanalista esportivo que explicou que muitos desses pilotos não conseguem se imaginar fazendo outra coisa”, ideia essa que ressoou na equipe de produção. Mike Rich disse que os novatos assumindo o controle do esporte é uma "espécie de história sem fim no esporte" e comparou McQueen a Wayne Gretzky e Misty May-Treanor, assim como muitos outros esportistas. Fee disse que "ser pai tornou-se [seu] principal recurso para encontrar e compreender a emoção" no enredo do filme. Scott Morse, o supervisor da história do filme, disse que queria destacar o núcleo emocional do filme e os relacionamentos do personagem, querendo que o filme parecesse um filme de esportes e ao mesmo tempo focando em McQueen percebendo "o que o relacionamento deles significava para Doc".
Em 5 de janeiro de 2017, foi anunciado que Armie Hammer e Cristela Alonzo dariam voz a Jackson Storm e Cruz Ramirez, respectivamente. Dois meses depois, Nathan Fillion, Kerry Washington e Lea DeLaria juntaram-se ao elenco.
A produção utilizou o novo sistema de renderização Rix Integration Subsystem (RIS), que tornou possíveis cenas como a da corrida de demolição. O sistema foi usado anteriormente em Finding Dory (2016). Nos filmes anteriores da Pixar, os animadores tinham que fazer a animação primeiro antes da renderização, mas o RIS permitia que a animação e a renderização ocorressem simultaneamente em um processo chamado "sombreamento de hardware", tornando muito mais fácil para os animadores preverem como a cena concluída ficaria quando terminada.
Fee disse que a animação do filme é "realismo dirigido por arte" e afirmou que faz com que os personagens e cenários do filme "pareçam mais reais e vivos do que nunca". O supervisor de tecnologia global Sudeep Rangaswamy disse que sua equipe utilizou um processo automático para as tomadas do filme, que, em suas palavras, "permite muita flexibilidade" e que "tornou possíveis tomadas que antes eram impossíveis de renderizar". O diretor de câmera fotográfica Jeremy Lasky e o editor Jason Hudak pesquisaram imagens da NASCAR para as cenas de corrida do filme.

## Música
Fee creditou a trilha sonora como um processo importante para o filme pois "ajudou a apoiar a história que estamos contando". Tanto a trilha sonora quanto a partitura foram lançadas em 16 de junho de 2017.
A trilha sonora traz "Run That Race", uma canção original escrita e interpretada por Dan Auerbach, que afirmou que a canção é "sobre nunca desistir e sempre tentar o seu melhor". Auerbach disse que os cineastas lhe mostraram a história e alguns diálogos, a partir dos quais ele montou uma história para a música. A trilha sonora também traz "Ride", uma música original interpretada por ZZ Ward com Gary Clark Jr., que foi lançada como single em 14 de abril de 2017.
A partitura do filme foi composta pelo colaborador de longa data da Pixar, Randy Newman, que já compôs a trilha sonora do primeiro filme. Tom MacDougall, vice-presidente executivo de música da Disney, disse que Newman tem "uma conexão real com o mundo dos Carros" e que "sua capacidade de capturar os sentimentos deste filme, seus personagens, locais e o tema americano é extraordinária - a música é tão naturalmente fluida e inspirada. Realmente parece que Randy está voltando para casa com essa trilha sonora". Newman sugeriu a reutilização de algumas faixas do primeiro filme nas cenas em que Fee "queria evocar uma época anterior".

## Lançamento

### Teatral
Carros 3 foi lançado nos cinemas na sexta-feira, 16 de junho de 2017, nos Estados Unidos nos formatos 3D, Dolby Cinema e IMAX, acompanhado pelo curta-metragem da Pixar Lou. O filme teve uma exibição especial para a indústria NASCAR em Kannapolis, na Carolina do Norte, em 23 de maio de 2017. A estreia mundial do filme foi realizada em Anaheim, Califórnia, em 10 de junho de 2017.
No Brasil e em Portugal, foi lançado respectivamente nos dias 13 e 20 de julho de 2017.

### Mídia doméstica
O filme foi disponibilizado no formato Digital HD em 24 de outubro de 2017, sendo lançado posteriormente em DVD, Blu-ray e 4K Ultra HD Blu-ray em 7 de novembro de 2017, pela Walt Disney Studios Home Entertainment.

## Recepção

### Comercial
Carros 3 arrecadou US$ 236,6 milhões nos Estados Unidos e Canadá e US$ 356,3 milhões em outros territórios, totalizando US$ 592,9 milhões em todo o mundo, contra um orçamento de produção de US$ 175 milhões.
Na América do Norte, Carros 3 foi lançado ao lado de Rough Night, 47 Meters Down e All Eyez on Me, sendo projetado para arrecadar US$ 55-60 milhões em 4.256 cinemas em seu fim de semana de estreia. Ganhou US$ 2,8 milhões nas prévias de quinta à noite e US$ 19,5 milhões em seu primeiro dia. Arrecadou US$ 53,7 milhões no seu primeiro fim de semana, terminando em primeiro lugar nas bilheterias superando Mulher-Maravilha, que até então estava no topo nas duas semanas anteriores. Embora tivesse a abertura mais baixa da série, Carros 3 foi o 16º filme da Pixar a estrear em primeiro lugar. Em seu segundo fim de semana, o filme arrecadou US$ 24,1 milhões, caindo para o terceiro lugar, atrás de Transformers: O Último Cavaleiro e Mulher-Maravilha. Em seu terceiro fim de semana, o filme arrecadou US$ 9,7 milhões (US$ 14,1 milhões durante o fim de semana de feriado de cinco dias de 4 de julho), caindo para o quinto lugar.

### Crítica
No site agregador de resenhas Rotten Tomatoes, 72% das 234 resenhas dos críticos são positivas para o filme, com uma classificação média de 6,10/10; o consenso do site diz: "Carros 3 tem uma história inesperadamente comovente para acompanhar sua animação deslumbrante, sugerindo que a franquia mais intermediária da Pixar pode ter uma quantidade surpreendente de passos restantes". O site Metacritic, que usa uma média ponderada, atribuiu ao filme uma pontuação de 59/100, com base em 41 críticos, indicando "críticas mistas ou médias". O público entrevistado pelo CinemaScore deu ao filme uma nota média "A" em uma escala de "A+" a "F".
No geral, o filme foi considerado uma melhoria em relação ao seu antecessor pela crítica. Owen Gleiberman, da revista Variety, escreveu: "Carros 3 é um filme amigável e divertido feito com calor e ousadia e, na medida em que desperta nossa afeição primordial por esta série, mais do que dá conta do recado. No entanto, de muitas maneiras, o filme se assemelha mais como uma 'versão de bom gosto' de uma sequência lançada diretamente em vídeo (ou streaming)". David Fear, da Rolling Stone, deu uma crítica positiva ao filme, dizendo: "Há uma ressonância emocional nesta história sobre envelhecer, perseguir dias de glória e a alegria de passar o bastão [...] O objetivo final desta vez não é apenas vender mais alguns brinquedos e lancheiras do McQueen. Na verdade, [Carros 3] está explorando algo mais profundo do que meros resultados financeiros corporativos". Mike Ryan da Uproxx chamou o filme de "o Rocky III da franquia Carros" e escreveu: "Há um toque de tristeza que parece estar presente em Carros 3 que lhe dá um pouco mais de peso do que nos filmes anteriores".
Alonso Duralde, do TheWrap, deu ao filme uma crítica mista, dizendo: "Como gerador de mercadorias, Carros 3 dispara em todos os pistões, mas, como filme, são 109 minutos inofensivos, mas nunca estimulantes". Vicky Roach, do website australiano News.com.au, deu ao filme três de quatro estrelas, dizendo: "Retornando à nostalgia icônica e remota do filme original, Carros 3 coloca o filme do meio chamativo e impopular diretamente em seu espelho retrovisor. O caminho que os cineastas seguem pode ser familiar, mas depois de acertá-lo, eles fazem as curvas como profissionais".

## Possível sequência
Em relação a um possível "Carros 4", os produtores de Carros 3, Kevin Reher e Andrea Warren, afirmaram em conversa com o Cinema Blend que "se há uma boa história para contar, quero dizer, nossas cabeças meio que quebram depois de terminarmos essa, nos dizemos: 'Oh meu Deus, do que você poderia fazer as próximas aventuras?' Mas, como qualquer sequência, de Toy Story 4 a Incredibles 2, desde que haja uma boa história para contar, vale a pena investir, nós amamos esses personagens, nós os amamos tanto quanto o público". Sobre qual personagem seria o protagonista principal do filme, Reher e Warren afirmaram que "se Cruz for uma personagem emergente, mais ou menos como Mate foi, ela provavelmente estaria envolvida em um quarto filme". Owen Wilson afirmou em um evento de imprensa de Carros 3 que possíveis histórias foram discutidas para um eventual "Carros 4", embora ele pessoalmente gostaria que um quarto filme da franquia se aprofundasse em aspectos do gênero thriller, semelhante a Carros 2. Em uma entrevista ao portal Screen Rant, Lea DeLaria expressou interesse em reprisar seu papel como Miss Fritter (Maria Busão/Menina Fritter) enquanto promovia o lançamento do curta-metragem Miss Fritter's Racing Skoool durante o lançamento em DVD e Blu-ray de Carros 3.